# Pinatubo
Pinatubo er en aktiv stratovulkan midt på øen Luzon i Filippinerne. Det ca. 1.760 m høje bjerg ligger på grænseknudepunktet mellem provinserne Zambales, Bataan og Pampanga, dvs. 90 km nord for hovedstaden Manila og 24 km vest for byen Angeles City.
Ved spaniernes erobring af øgruppen i 1565 brugte indbyggerne bjerget som tilflugtssted, da det var helt dækket af skov.
Man antog egentlig, at vulkanen var udslukt, men den 15. juni 1991 gik den i udbrud. Udbruddet blev det 20. århundrede største vulkanudbrud. Den mest omfattende fase af udbruddet varede mere end 10 timer og dannede en enorm sky af vulkansk aske, som nåede mere end 35 kilometer op i atmosfæren med en diameter på 500 kilometer.
Efter udbruddet havde vulkanen udslynget mere end 5 kubikkilometer af vulkanske udbrudsprodukter. Kraftig regn skyllede al det løse materiale med sig fra vulkanens skråninger ned i det omkringliggende land i hurtigt strømmende mudderfloder. I de efterfølgende fire regnsæsoner førte disse floder halvdelen af al askenedfaldet med sig og skabte større ødelæggelser i lavlandet end selve vulkanens udbrud.